# 이란-튀르키예 관계
이란-튀르키예 관계는 이란과 튀르키예 간의 양자 관계이다. 두 나라는 오늘날 시리아와 캅카스에서 대리 분쟁의 일환으로 대립 대리인을 지원함으로써 영향력을 놓고 경쟁하는 라이벌로 간주된다. 두 나라의 관계는 수세기 전으로, 수세기 동안 수니파 오스만 제국과 시아파 사파비 제국이 서로 싸웠던 16세기로 거슬러 올라간다. 또한 두 나라는 주요 무역 파트너이며 지리적 근접성 (이란-튀르키예 국경)과 역사적으로 공유된 문화적, 언어적, 민족적 특성으로 인해 상호 의존적인 것으로 인식되고 있다.
역사적으로 이 지역은 아케메네스 제국, 파르티아 제국, 마케도니아 왕국, 셀주크 왕조, 몽골 제국, 티무르 제국이 제국과 정복을 공유해 왔다. 특히 오스만 제국은 페르시아 문화의 영향을 매우 많이 받았다. 이러한 유산은 현대 튀르키예 문화에서도 지속되고 있다.
이란과 튀르키예는 시리아, 리비아, 남캅카스 등의 분쟁으로 오랫동안 갈등을 빚어왔다. 그러나 쿠르드 분리주의 문제와 카타르 외교 위기 등 일부 사례에서는 공통의 이해관계를 공유하기도 했다.
튀르키예는 테헤란에 대사관을 두고 마샤드, 타브리즈, 우르미아에 영사관을 두고 있으며, 이란은 앙카라에 대사관을 두고 이스탄불, 에르주룸, 트라브존에 영사관을 두고 있다.

## 역사
1926년 4월 22일, 이란과 튀르키예 간의 첫 번째 "우호 조약"이 테헤란에서 체결되었다. 기본 원칙에는 서로에 대한 우정, 중립성, 비우호주의가 포함되었다. 이 협정에는 평화와 안보를 방해하거나 어느 한 국가의 정부를 전복시키려는 집단에 대한 공동 행동 가능성도 포함되었다. 이 정책은 간접적으로 양국이 쿠르드족과 겪고 있는 내부 문제를 겨냥한 것이었다.
1932년 1월 23일, 테헤란에서 튀르키예와 이란 간의 첫 번째 최종 국경 조약이 체결되었다. 튀르키예와 이란의 국경은 세계에서 가장 오래된 국경 조약 중 하나로, 1514년 찰디란 전투와 주합 조약 이후 거의 동일하게 유지되고 있다. 1932년 조약은 따라서 수세기에 걸친 현상 유지를 공식화했다. 같은 날, 두 나라는 새로운 우호 조약과 화해, 사법적 해결 및 중재 조약을 체결했다.
1934년 6월 16일부터 7월 2일까지 레자 샤 팔라비는 무스타파 케말 아타튀르크의 초청으로 하산 아르파 장군을 비롯한 여러 고위 관리들과 함께 튀르키예를 방문했다. 튀르키예의 여러 지역을 방문하여 두 지도자 간의 긴밀한 우정과 협력을 시도했다. 레자 샤는 공화국의 현대화 개혁에 깊은 인상을 받았으며, 이를 자국의 사례로 여겼다.
1937년 7월 8일, 튀르키예, 이란, 이라크, 아프가니스탄 간에 불가침 조약이 체결되었으며, 이 조약은 나중에 사다바드 조약으로 알려지게 되었다. 이 협정의 목적은 중동의 안보와 평화를 보장하는 것이었다.

### 이란 핵 프로그램
2010년 5월, 레제프 타이이프 에르도안 튀르키예 총리는 룰라 다 시우바 브라질 대통령과 협력하여 이란에 대한 추가 제재를 피하기 위해 이란 우라늄 농축을 자국에 아웃소싱하는 협정을 체결하기 위해 예정에 없던 테헤란 방문을 했다.
이란에서 발사된 미사일을 추적하기 위해 레이더 시스템을 도입하기로 한 튀르키예의 결정은 이란인들에게 심각한 관계 단절로 여겨져 왔다.
2012년 퓨 연구센터 글로벌 태도 조사에 따르면, 튀르키예인의 54%가 이란의 핵무기 획득에 반대하고, 46%는 핵무기를 보유한 이란을 어느 정도 위협적이라고 생각하며, 26%는 이란의 핵무기 개발을 막기 위해 군사력을 사용하는 것을 지지한다. 튀르키예인의 37%는 이란이 경미한 위협이거나 전혀 위협이 없다고 생각하며, 이는 MENA 지역에서 조사된 국가들 중 가장 낮은 비율이다(요르단보다 55%로 더 낮다). 그러나 튀르키예 인구의 34%만이 이란에 대한 더 강력한 제재를 찬성하는 반면, 터키인의 52%는 제재를 반대하고 있다.

### 튀르키예의 이란 영토 및 국경에 대한 영유권 주장
아제르바이잔의 수도 바쿠에서 열린 군사 퍼레이드에서 튀르키예의 레제프 타이이프 에르도안 대통령은 아라스강의 분할과 이란의 아제르바이잔 민족 지방을 분리하는 내용을 담은 시를 낭독했다. 자비드 자리프 외무장관을 비롯한 이란 관리들은 에르도안의 발언이 범튀르크주의 "불복주의"이며 이란 영토에 대한 암묵적인 주장이라고 비난했다. 이에 대한 보복으로 튀르키예 관리들은 이란의 반응을 "근거 없는", "공격적"이라고 평가했다.

## 테러와의 협력
수천 명의 튀르키예군이 이라크 북부 무장 세력에 대한 공습을 강행하자 튀르키예와 이란은 이라크 테러범 퇴치를 위해 협력하겠다고 다짐했다. 알리 아크바르 살레히 이란 외무장관은 미국이 테러범들이 중화기를 들고 튀르키예에 침투하고 있다는 사실을 튀르키예에 알렸더라면 튀르키예 군인의 사망을 피할 수 있었을 것이라고 주장했다. 미국은 튀르키예와 감시 드론을 통해 국경을 따라 PKK의 이동에 대한 정보를 공유하고 있다.
튀르키예 정부는 이슬람 혁명 수비대와 튀르키예 정부 최고위층 간의 연관성을 밝히며 조사를 중단했다.
NBC 뉴스에 따르면, 튀르키예 의회의 한 의원은 2011년 시리아 봉기로 인해 튀르키예가 남부 국경에 쿠르드족 국가가 형성되는 것을 막기 위해 이란과 러시아가 필요하다는 데 동의하게 되었다고 말했다.

## 무역 관계
이란과 튀르키예는 매우 긴밀한 무역 및 경제 관계를 맺고 있다. 두 나라 모두 경제 협력 기구(ECO)의 일원이다.
양국 간 무역이 증가하고 있다. 2000년부터 2005년 사이에 이 무역은 10억 달러에서 40억 달러로 증가했다. 이란의 튀르키예 가스 수출도 증가할 것으로 보인다. 현재 튀르키예는 연간 약 100억 입방미터의 가스를 이란에서 수입하고 있으며, 이는 필요량의 약 30%에 해당한다. 이란 석유 고위 관리에 따르면 튀르키예는 사우스 파스 가스전의 22, 23, 24단계 개발에 120억 달러를 투자할 계획이며, 양방향 무역은 현재 100억 달러 (2010년) 범위에 있으며, 양국 정부는 조만간 200억 달러에 도달할 것이라고 발표했다. 이란 사우스 파스 가스전의 3단계 가스 중 50%가 유럽으로 재수출될 예정이다. 튀르키예는 6억 5천만 달러 (2008년) 규모의 라지 석유화학단지 민영화 입찰에서 승리했다.